# Turul Flandrei 2022
Turul Flandrei 2022 a fost cea de a 106-a ediție a cursei clasice de ciclism Turul Flandrei, cursă de o zi. S-a desfășurat pe data de 3 aprilie 2022 și face parte din calendarul UCI World Tour 2022. Distanța totală a cursei a avut 272,5 de kilometri.

## Echipe participante
Întrucât Turul Flandrei este un eveniment din cadrul Circuitului mondial UCI 2022, toate cele 18 echipe UCI au fost invitate automat și obligate să aibă o echipă în cursă. Șapte echipe profesioniste continentale au primit wildcard. Echipa Israel–Premier Tech a anunțat că renunță la participarea în această cursă din cauza numeroaselor accidentări..

### Echipe UCI World
| - AG2R Citroën Team - Astana-Premier Tech - Bora–Hansgrohe - Cofidis - Deceuninck–Quick-Step - EF Education-Nippo - Groupama–FDJ - Ineos Grenadiers - Intermarché–Wanty–Gobert Matériaux - Lotto Soudal | - Movistar Team - Team Bahrain Victorious - Team BikeExchange-Jayco - Team DSM - Team Jumbo–Visma - Team Qhubeka Assos - Trek-Segafredo - UAE Team Emirates |  |

### Echipe continentale profesioniste UCI
| - Alpecin-Fenix - Arkéa-Samsic - B&B Hotels p/b KTM - Bingoal-WB | - Sport Vlaanderen-Baloise - Total Direct Énergie - Uno-X Pro Cycling Team |  |

## Rezultate
| Loc | Concurent            | Echipă                             | Timp       |
| --- | -------------------- | ---------------------------------- | ---------- |
| 1   | Mathieu van der Poel | Alpecin-Fenix                      | 6h 18' 30" |
| 2   | Dylan van Baarle     | Ineos Grenadiers                   | +0"        |
| 3   | Valentin Madouas     | Groupama–FDJ                       | +0"        |
| 4   | Tadej Pogačar        | UAE Team Emirates                  | +0"        |
| 5   | Stefan Küng          | Groupama–FDJ                       | +2"        |
| 6   | Dylan Teuns          | Team Bahrain Victorious            | +2"        |
| 7   | Fred Wright          | Team Bahrain Victorious            | +11"       |
| 8   | Mads Pedersen        | Trek-Segafredo                     | +48"       |
| 9   | Christophe Laporte   | Team Jumbo–Visma                   | +48"       |
| 10  | Alexander Kristoff   | Intermarché–Wanty–Gobert Matériaux | +48"       |

## Legături externe
- Site web oficial